# Nicotiana pandurata
Nicotiana pandurata är en potatisväxtart som beskrevs av Michel Félix Dunal. Nicotiana pandurata ingår i släktet tobak, och familjen potatisväxter. Inga underarter finns listade i Catalogue of Life.